# رنا حلقة جذعية صغير

توصيل رنا الحلقة الجذعية الصغير عبر الفيروس البطيء وآلية تدخل الرنا في خلايا الثدييات.

رنا الحلقة الجذعية الصغير أو الحمض النووي الراني بحجم دبوس الشعر الصغير (بالإنجليزية: small hairpin RNA) واختصارا (shRNA) هو جزيء رنا اصطناعي ذو حلقة جذعية صغيرة يمكن استخدامه لإسكات جين مستهدف عبر عملية تدخل الرنا. يعد سلسلة من الحمض النووي الراني الذي يكون منحنى كمنحنى دبوس الشعر منحنى دبوس الشعر [الإنجليزية] ويمكن استخدامة لإسكات التعبير الجيني عن طريق نظام التدخل الرناوي التداخل الرناوي. وهو يستخدم ناقلات قد تم أدخالها إلى الخلايا ويستخدم معززات مثل U6 وH1 للتأكد من أن الحمض النووي الراني دائما متواجد. وعادة ما يتم تمرير هذا الناقلات إلى الخلايا الوليدة، مما يسمح بتوريث الإسكات الجيني. وهيكل هذا الحمض الراني مفصول بأنظمة الخلوية إلى جزئ الرنا أو مايعرف بالرناوات القصيرة المتداخلة الرناوات القصيرة المتداخلة، والتي مرتبطة بمعقد المسكت المحفز بالرنا ٌ الرناوات القصيرة المتداخلة RISC. هذا المعقد يرتبط ويفصل أيضا مراسيلها النووية مراسيليها النووية الرانية mRNAs والتي تتطابق مع الجزيئات الرنوية المرتبطة بها.
يتم التعبير عن جزيئات رنا الحلقة الجذعية الصغير في الخلايا عادة عبر توصيل بلازميدات أو عبر النواقل الفيروسية أو البكتيرية. رنا الحلقة الجذعية وسيطٌ مفيد في تدخل الرنا وذلك لأن معدل تفكيكه منخفض نسبيا. إلا أنه يتطلب استخدام ناقل التعبير والذي يحتمل أن يسبب أعراضا جانبية في التطبيقات الطبية.
يوصف الحمض النووي الراني عن طريق بوليميريز الثالث بوليميريز الثالث [الإنجليزية]. ويمكن أن يسبب إنتاج الحمض النووي الراني في خلايا الكائنات الثدية إلى زيادة ردات الفعل ضد الفيروسات وذلك لأن الخلية تسعى إلى الدفاع عن نفسها مما تعتبره هجوم فيروسي. ولم يتم ملاحظة هذه المشكلة في الرانات الميكروية، التي تم توصيفها من قبل بوليميريز الثاني بوليميريز الثاني(البلمرة نفسها التي استخدمت لنسخ المراسالات الرانية).
ويمكن أيضا أن يتم صناعة الحمض النووي الراني ليمكن استخدامه في النباتات وغيرها من الأنظمة وليس من الضروري ان تكون معززة من قبل U6. ففي اغلب أنواع النباتات يكون المعزز التقليدي هو معزز فيروس القرنبيط الفسيفسائي (CaMV35S) والتي في هذ ه الحالة يتم استخدام الحمض النووي الراني بولمرس الثاني للتكوين التدخل الرناوي.
نوع المحفز المختار أساسي لتحقيق تعبير متين. في البداية تم استخدام محفزات بوليميراز الرنا 3 مثل: U6 وH1، لكن هذه المحفزات تفتقد التحكم في زمان ومكان التعبير. ولذلك تم الانتقال إلى استخدام محفزات بوليميراز الرنا 2 لتنظيم التعبير عن جزيئات رنا الحلقة الجذعية.